# Marsdenia brunoniana
Marsdenia brunoniana är en oleanderväxtart som beskrevs av Robert Wight och Arn.. Marsdenia brunoniana ingår i släktet Marsdenia och familjen oleanderväxter. Inga underarter finns listade i Catalogue of Life.